# Championnat d'Afrique féminin de basket-ball 2003
Navigation
Tunisie 2000 Nigeria 2005
Le Championnat d'Afrique féminin de basket-ball de la FIBA 2003 est le 16e championnat FIBA Afrique pour les femmes, placé sous l’égide de la FIBA, instance mondiale régissant le basket-ball.
Le tournoi est organisé par le Mozambique du 18 au 28 décembre 2003 à Maputo et Nampula. Il est remporté par le Nigeria qui bat le pays hôte en finale.

## Compétition

### Premier tour

#### Groupe A
| Groupe A |                |     |   |   |   |     |     |      |
|          | Équipe         | Pts | J | G | P | PP  | PC  | Diff |
| 1        | Angola         | 8   | 4 | 4 | 0 | 279 | 195 | +84  |
| 2        | Mozambique     | 7   | 4 | 3 | 1 | 298 | 222 | +76  |
| 3        | Tunisie        | 6   | 4 | 2 | 2 | 251 | 244 | +7   |
| 4        | Cameroun       | 5   | 4 | 1 | 3 | 216 | 251 | -35  |
| 5        | Afrique du Sud | 4   | 4 | 0 | 4 | 163 | 295 | −132 |

#### Groupe B
| Groupe B |          |     |   |   |   |     |     |      |
|          | Équipe   | Pts | J | G | P | PP  | PC  | Diff |
| 1        | Sénégal  | 7   | 4 | 3 | 1 | 283 | 208 | +75  |
| 2        | Nigeria  | 7   | 4 | 3 | 1 | 253 | 204 | +49  |
| 3        | Mali     | 7   | 4 | 3 | 1 | 255 | 254 | +1   |
| 4        | RD Congo | 5   | 4 | 1 | 3 | 235 | 266 | -31  |
| 5        | Algérie  | 4   | 4 | 0 | 4 | 188 | 282 | -94  |

### Tour final
|  | Demi-finales | Demi-finales | Demi-finales | Demi-finales |                               |         | Finale      | Finale      | Finale      | Finale      |
|  |              |              |              |              |                               |         |             |             |             |             |
|  | 26 décembre  | 26 décembre  | 26 décembre  | 26 décembre  |                               |         | 28 décembre | 28 décembre | 28 décembre | 28 décembre |
|  | Nigeria      | Nigeria      | 64           | 64           |                               |         | 28 décembre | 28 décembre | 28 décembre | 28 décembre |
|  | Nigeria      | Nigeria      | 64           | 64           |                               |         | 28 décembre | 28 décembre | 28 décembre | 28 décembre |
|  | Angola       | Angola       | 61           | 61           |                               |         | 28 décembre | 28 décembre | 28 décembre | 28 décembre |
|  | Angola       | Angola       | 61           | 61           | Nigeria                       | Nigeria | 69          | 69          |             |             |
|  | 26 décembre  |              |              |              | Nigeria                       | Nigeria | 69          | 69          |             |             |
|  |              |              | Mozambique   | Mozambique   | 63                            | 63      |             |             |             |             |
|  | Mozambique   | Mozambique   | Mozambique   | Mozambique   | 63                            | 63      | 63          | 63          |             |             |
|  | Mozambique   | Mozambique   |              |              |                               |         |             | 63          |             |             |
|  | Sénégal      | Sénégal      | 62           | 62           |                               |         |             |             |             |             |
|  | Sénégal      | Sénégal      | 62           | 62           | Match pour la troisième place |         |             |             |             |             |
|  |              |              |              |              |                               |         |             |             |             |             |
|  | 28 décembre  |              |              |              |                               |         |             |             |             |             |
|  | Angola       | Angola       | 47           | 47           |                               |         |             |             |             |             |
|  | Angola       | Angola       | 47           | 47           |                               |         |             |             |             |             |
|  | Sénégal      | Sénégal      | 61           | 61           |                               |         |             |             |             |             |
|  | Sénégal      | Sénégal      | 61           | 61           |                               |         |             |             |             |             |

## Classement final
| Place                       | Équipes        | V-D |
| --------------------------- | -------------- | --- |
| Médaille d'or, Afrique      | Nigeria        | 5-1 |
| Médaille d'argent, Afrique  | Mozambique     | 4-2 |
| Médaille de bronze, Afrique | Sénégal        | 4-2 |
| 4                           | Angola         | 4-2 |
| 5                           | Mali           | 4-1 |
| 6                           | Tunisie        | 2-3 |
| 7                           | RD Congo       | 2-3 |
| 8                           | Cameroun       | 1-4 |
| 9                           | Afrique du Sud | 1-4 |
| 10                          | Algérie        | 0-5 |